# Vespas Mandarinas
Vespas Mandarinas é um grupo de indie rock, formado na cidade de São Paulo no ano de 2009, liderada pelo compositor, vocalista e multi-instrumentista Thadeu Meneghini.

## Carreira
Seu álbum de estreia, Animal Nacional, foi indicado ao 14º Grammy Latino na categoria "Melhor Álbum de Rock Brasileiro", em 2013.
Com esse álbum a banda emplacou várias músicas nas principais rádios roqueiras da cidade de São Paulo, 89 FM A Rádio Rock e Kiss FM, como "Cobra de Vidro", "Não Sei O Que Fazer Comigo" (versão para canção do grupo uruguaio El Cuarteto de Nos), "O Vício e o Verso", "A Prova" e "Santa Sampa", as duas últimas respectivamente com Arnaldo Antunes e com o poeta e letrista Bernardo Vilhena, parceiro de artistas como Ritchie, Cazuza, Lobão, Vinny, Cidade Negra e Cláudio Zoli. Com esse álbum participam de festivais como Lollapalooza, programas de TV e se afirmam como uma banda pujante no novo cenário do rock brasileiro.
Em julho de 2015, lançam o EP o o v o e n j a u l a d o, que traz uma música em parceria com Mark Arm, guitarrista e vocalista do Mudhoney.
Em 2017 lançam o segundo álbum Daqui Pro Futuro, cuja faixa título tem participação de Samuel Rosa, guitarrista e vocalista do Skank. Novamente, a banda tem boa execução na 89 FM e clipe dirigido pelo famoso diretor KondZilla.  
O álbum é marcado por várias participações de músicos de alto calibre como Edgard Scandurra, guitarrista do Ira!, o percussionista Marcos Suzano, PJ (baixista do Jota Quest), o guitarrista Fabio Golfetti (Violeta de Outono, Gong) e Luis Bueno (Duofel). Nas composições, parcerias com Leoni nos singles "Daqui pro Futuro" e "Fingir que Não Dói" e com o compositor e poeta Marcelo Yuka, falecido em 2019, nas faixas "Fica Comigo" e "Que Esse Dia Seja Meu".
Em 21 de junho de 2018, o guitarrista Chuck Hipolitho comunicou sua saída da banda. Dias depois, Thadeu Meneghini anunciou que a banda seguiria em frente com uma série de apresentações acústicas pelas casas de cultura da periferia de São Paulo. Alguns shows tiveram a participação de Thiago Guerra, baterista da banda Fresno.   
No dia 7 de dezembro de 2018, as Vespas Mandarinas fizeram uma participação na música "Guarde Suas Joias", da banda santista Los Volks, sendo o primeiro lançamento do grupo sem Chuck. A faixa foi gravada no dia 21 de setembro no Studio Z3RO, em Santos (SP).    
Posteriormente, vários músicos passaram pelo grupo, como a guitarrista Michele Cordeiro (Emicida, Paulo Miklos), a baixista Lena Papini (Bula, Urbana Legion), o baterista Peu Lima, entre outros. 
No dia 15 de março de 2019 lançaram o single Amor em Tempos de Cólera, homenageando Redson Pozzi, ex-vocalista da banda Cólera, morto em 2011. A música, produzida por Lucas Silveira, teve seu clipe dirigido pela produtora Bori Filmes. Em 30 de maio, a faixa entrou na programação da Rádio Kiss FM, mostrando que a banda ainda tem como objetivo fazer um rock que dialogue com a grande massa.
Meses depois, a banda lançou com exclusividade na rádio 89 FM a música "Mariposa Tecknicolor", composição do músico argentino Fito Paez, sendo a quarta versão do grupo para uma canção de rock latina. O single, também produzido por Lucas Silveira foi disponibilizado nas plataformas digitais em novembro de 2019.
Em 2020, a banda anunciou o lançamento do álbum Cala a Boca Já Morreu - Ao Vivo, com apresentações da banda durante os anos de 2018 e 2019 e participações especiais de Cyz Mendes e Maria Bia em “Santa Sampa” e Lucas Silveira em uma versão de “Antes Que Você Conte Até Dez”. Atualmente, as Vespas seguem novamente como um quarteto, com a presença do baterista Bart Silva (Astronautas, O Surto, Baleia Mutante), do guitarrista André Sobera e do baixista William Vasques.

## Discografia

### Álbuns de Estúdio
- 2013 - Animal Nacional (Deckdisc)[21]
- 2017 - Daqui pro Futuro (Deckdisc)[22]

### Álbuns Ao Vivo
- 2015 - Animal Nacional Ao Vivo (Deckdisc/Canal Brasil)[23]
- 2021 - Cala a Boca Já Morreu - Ao Vivo (Independente)

### EPs
- 2010 - Da Doo Ron Ron (Independente)
- 2011 - Sasha Grey (Vigilante/Deckdisc)
- 2015 - o o v o e n j a u l a d o (Deckdisc/Polysom)[24]

### Singles
| Ano  | Single                                                          | Disco                           |
| ---- | --------------------------------------------------------------- | ------------------------------- |
| 2010 | "Sem Nome"                                                      | Da Doo Ron Ron                  |
| 2012 | "O Herói Devolvido" (feat. Vivendo do Ócio)                     |                                 |
| 2013 | "Cobra de Vidro"                                                | Animal Nacional                 |
| 2013 | "Não Sei o Que Fazer Comigo (Ya No Sé Qué Hacer Conmigo)"       | Animal Nacional                 |
| 2014 | "Santa Sampa"                                                   | Animal Nacional                 |
| 2014 | "A Prova"                                                       | Animal Nacional                 |
| 2015 | "O Vício e o Verso"                                             | Animal Nacional                 |
| 2017 | "Daqui pro Futuro"                                              | Daqui Pro Futuro                |
| 2017 | "Fica Comigo"                                                   | Daqui Pro Futuro                |
| 2017 | "Fingir Que Não Dói"                                            | Daqui Pro Futuro                |
| 2018 | "Guarde Suas Joias" (feat. Los Volks)                           | Los Volks                       |
| 2019 | "Amor Em Tempos de Cólera"                                      |                                 |
| 2019 | "Mariposa Tecknicolor"                                          |                                 |
| 2020 | "E Não Sobrou Ninguém" (ao vivo)                                | Cala a Boca Já Morreu - Ao Vivo |
| 2020 | "Retroceder Nunca (Render-se Jamais)" (ao vivo)                 | Cala a Boca Já Morreu - Ao Vivo |
| 2021 | "Antes Que Você Conte Até Dez" (feat. Lucas Silveira) (ao vivo) | Cala a Boca Já Morreu - Ao Vivo |